# Patrick Kelly
Patrick Altham Kelly (ur. 23 listopada 1938 w Morecambe) – brytyjski duchowny rzymskokatolicki, w latach 1996-2013 arcybiskup metropolita Liverpoolu, wcześniej w latach 1984-1996 biskup Salford.

## Życiorys
Święcenia kapłańskie przyjął 18 lutego 1962, udzielił ich mu kardynał William Godfrey, ówczesny arcybiskup metropolita Westminsteru i zarazem katolicki prymas Anglii i Walii. Następnie został inkardynowany do diecezji Lancaster. 9 marca 1984 papież Jan Paweł II mianował go biskupem diecezjalnym Salford. Sakry udzielił mu 3 kwietnia 1984 Thomas Holland, jego poprzednik na tej stolicy biskupiej. 21 maja 1996 został przeniesiony na stanowisko arcybiskupa metropolity Liverpoolu. Jego ingres do tamtejszej archikatedry odbył się 3 lipca 1996.
27 lutego 2013 papież Benedykt XVI przyjął jego rezygnację z urzędu arcybiskupa Liverpoolu.